# Elizabeth May (politiker)
 For alternative betydninger, se Elizabeth May. (Se også artikler, som begynder med Elizabeth May)
Elizabeth May (født 9. juni 1954) er en canadisk politiker; hun er formand for Green Party of Canada og blev ved parlamentsvalget den 2. maj 2011 valgt i valgkredsen Saanich—Gulf Islands i British Columbia. Hun er det første parlamentsmedlem, der er valgt for Canadas grønne parti – i 2008 skiftede Blair Wilson til de grønne, men ved valget samme år mistede han sin parlamentsplads.